# Bourgoutière
Une bourgoutière est une formation végétale graminéenne dominée par une espèce de Poaceae semi-aquatique, Echinochloa stagnina, appelée localement bourgou (« boue gluante » en malinké). Cette association végétale forme des pâturages flottants dans les plaines inondables du delta intérieur du Niger qui revêtent une grande importance pour les éleveurs de bétail de la région. On trouve également des bourgoutières au Sénégal et au Niger.
Il s’agit d’un pâturage à la productivité exceptionnelle, et qui peut produire jusqu’à 30 tonnes de matière sèche à l’hectare, soit vingt fois la production d’un bon pâturage sahélien.
La gestion des bourgoutières est confiée à un responsable peul nommé jooro, maître des pâturages, nommé par un conseil de famille. L'exploitation des bourgoutières, qui fournissent outre le fourrage pour le bétail, divers produits agricoles (viande, lait, poissons, produits de cueillette), est soumise à des règles coutumières plus ou moins bien définies et occasionne des conflits entre les agriculteurs, les éleveurs et les pêcheurs,.
Chaque année au Mali, se tient une « conférence régionale sur les bourgoutières » dont le but est d'organiser la transhumance des troupeaux, la gestion des bourgoutières et les manifestations culturelles et folkloriques associées.
En 2005, l’UNESCO procéda à l’inscription de « l’espace culturel du ƴaaral, traversée du Niger par les troupeaux pour rejoindre les bourgoutières de Diafarabé, et du degal, descente des mêmes troupeaux dans les bourgoutières de Dialloubé, à la liste des chefs-d’œuvre du patrimoine oral et immatériel de l’humanité sur proposition du ministère malien de la Culture.